# (29115) 1981 EW38
A (29115) 1981 EW38 a Naprendszer kisbolygóövében található aszteroida. Schelte J. Bus fedezte fel 1981. március 1-jén.